# USDC
USD Coin（USDC）是與美元掛鉤的數字穩定幣，可在以太坊，Stellar，Algorand，Hedera Hashgraph和Solana區塊鏈上運行。
USDC於2018年5月15日由Circle首次宣布，並於2018年9月推出。
2021年3月29日，Visa宣布將允許使用USDC在其支付網絡上結算交易。

## 儲備
2021年9月起，USDC採用以等值法定貨幣工具資產做全面儲備，實現 1 USDC 兌 1 美元承諾。截至2022年1月，流通中的USDC為452億美元。
截至2024年4月，流通中的USDC為326.6億美元。

## 外部鏈接
- USDC 價格 （页面存档备份，存于）
- Centre | USD Coin （页面存档备份，存于）